# Václav Měřička
Vaclav August Měřička (18 januari 1916 - 15 juni 2001) was een Tsjecho-Slowaaks falerist. Hij publiceerde boeken over ridderorden en onderscheidingen en bezat een verzameling Oost- en midden Europese ordetekens.
- International Standard Name Identifier: 0000 0001 1656 3463
- Library of Congress Control Number: n85198188
- Nationale Bibliotheek van Tsjechië: jk01081331
- Nederlandse Thesaurus van Auteursnamen: 072799862
- Virtual International Authority File: 62089851
- WorldCat: E39PBJwtgVtFy8gkPWv8PCR3Qq